# Slag bij Trafalgar
De Slag bij Trafalgar (21 oktober 1805) was de belangrijkste zeeslag tijdens de Derde Coalitieoorlog tussen het Verenigd Koninkrijk en het Franse keizerrijk van Napoleon. Deze overwinning van de Britten had gevolgen tot ver in de twintigste eeuw.
Een vloot van de Britse Royal Navy, bestaande uit 27 linieschepen en geleid door Horatio Nelson, vernietigde op 21 oktober 1805 een Frans-Spaans eskader, bestaande uit 33 linieschepen onder leiding van de Franse viceadmiraal Pierre de Villeneuve in een slag bij Kaap Trafalgar (Spanje, zeventig zeemijl ten noordwesten van Gibraltar) en verzekerde zo, voor een periode van meer dan honderd jaar, de heerschappij over de golven voor de Britten. Hierdoor konden zij, en niet de Fransen, een wereldrijk uitbouwen dat India, Canada, Hongkong en Singapore omvatte en bleef Londen het Europese financiële centrum.

## De aanloop
In 1804 wilde eerste consul Napoleon een invasie van Groot-Brittannië uitvoeren. Daarbij werd hij echter gehinderd door het feit dat de Franse vloot kleiner was dan de Britse en dat de Fransen geen goede zeehavens hadden tussen Brest en Vlissingen. In december 1804 verklaarde Spanje de oorlog aan het Verenigd Koninkrijk en een gecombineerd Frans-Spaanse vloot was nu met 102 linieschepen op papier groter dan de zeemacht die de Britten meestal in hun eigen wateren handhaafden, de Channel Fleet, bestaande uit een zeventigtal schepen. Napoleon, die ondertussen zichzelf tot keizer had gekroond, probeerde hierop met allerlei ingewikkelde manoeuvres de Britse Channel Fleet naar de Caraïben te lokken door Franse expeditiemachten naar West-Indië uit te zenden. Napoleon had weinig begrip van zeezaken en de Franse marinetop werd bevolkt door jaknikkers die geen kritiek durfden te leveren op de vaak amateuristische plannen van hun heerser. Elf Franse linieschepen die in de Middellandse Zee lagen, in de haven van Toulon, werden op 30 maart 1805 onder bevel van viceadmiraal Pierre de Villeneuve naar Martinique gestuurd en glipten de Atlantische Oceaan op. De Villeneuve bereikte Martinique op 16 mei en verenigde zich op 26 mei met een Spaans eskader onder viceadmiraal Federico Carlos Gravina. Dit lokte geen reactie uit van de Channel Fleet maar wel van de commandant van de Britse Middellandse Zeevloot, viceadmiraal Horatio Nelson, die op 11 mei Villeneuve naar Amerika begon te achtervolgen, eveneens met elf linieschepen.

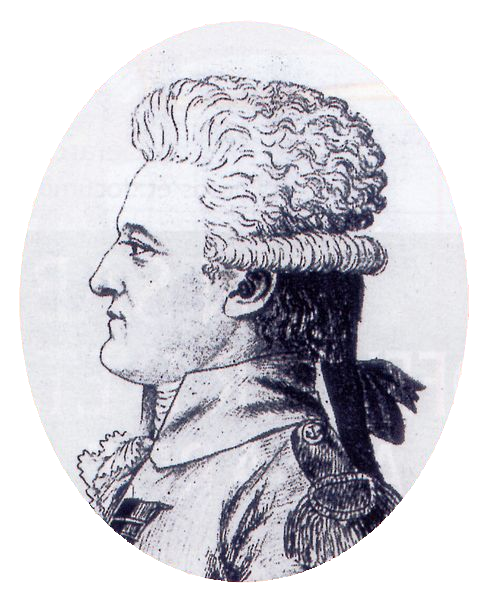
Pierre-Charles de Villeneuve

Op 11 juni kreeg Villeneuve, wachtend op verdere versterkingen, bericht dat Nelson was aangekomen en voer, in strijd met zijn bevelen, onmiddellijk weer terug naar Europa, op 13 juni gevolgd door de Britten. Op dat moment waren er al duizend man van zijn vloot aan ziekten overleden, ten dele door gebrek aan verse groente. Terwijl Nelson doorvoer naar Gibraltar, koerste Villeneuve met twintig Franse en Spaanse schepen naar Ferrol op de kust van Spaanse Galicië, waar hij opgewacht werd door een eskader van vijftien Britse schepen onder viceadmiraal Robert Calder. Die veroverde twee Spaanse schepen, de San Raphael en de Firma, maar drong wegens mistbanken niet al te agressief aan en via een omweg naar Vigo lukte het Villeneuve om alsnog op 2 augustus Ferrol binnen te vallen. Op 3 augustus kwam Napoleon in Boulogne aan, er vast van overtuigd dat Villeneuve, zich verenigend met de Franse vloot uit Rochefort onder schout-bij-nacht Zacharie Allemand, elk moment met een overmacht aan schepen zou arriveren om de Britse blokkade van Brest te breken, waarna de verenigde Franse vloot zou doorzeilen naar het Nauw van Calais om de landingsscheepjes naar Engeland te begeleiden. Niemand had het gewaagd hem duidelijk te maken dat dit een volstrekte illusie was. In feite vluchtte Villeneuve, toen hij enkele Britse patrouilleschepen ontmoette, naar het zuiden naar Cádiz, terwijl tegelijkertijd Nelson naar het noorden koerste, zijn vijand miste, en zich voor Brest verenigde met Calder en de blokkadevloot van admiraal William Cornwallis, zodat een sterkte van zesendertig linieschepen gevormd werd. Overigens had Gravina geheime orders van de Spaanse regering om in geen geval aan een invasie van Engeland mee te werken. Van 18 augustus af bracht Nelson een kort verlof in Engeland door, het eerste in zevenentwintig maanden en de laatste keer dat hij voet zou zetten op Britse bodem. Napoleon erkende nu het failliet van zijn plannen en zond zijn leger van Boulogne naar het oosten waar hij de Oostenrijks-Russische coalitie zou verpletteren in de Slag bij Austerlitz. Hij beval de Frans-Spaanse vloot zich naar Italië te begeven om de strijd tegen het Oostenrijkse leger daar te ondersteunen.

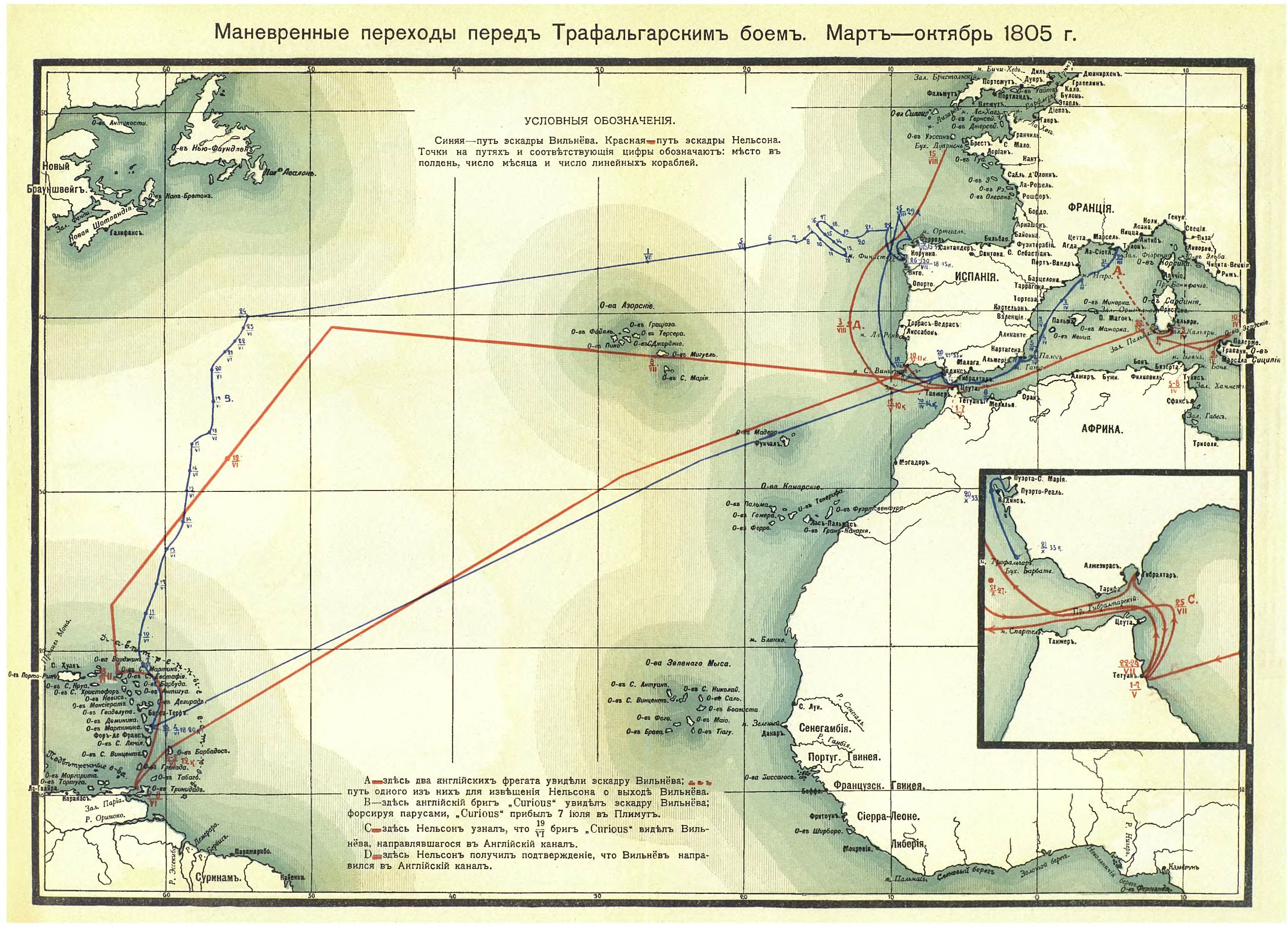
De complexe manoeuvres voor de slag

Op 21 augustus 1805 kwam de Frans-Spaanse vloot in de havenstad Cádiz aan. Zij werd in de gaten gehouden door kapitein Blackwood van de HMS Euryalus en geblokkeerd door een klein flottielje van drie schepen onder viceadmiraal Cuthbert Collingwood die door middel van valse vlagsignalen de indruk wekte dat hij een sterk eskader onder zijn bevel had. De Frans-Spaanse vloot verliet daarom Cádiz niet. Geleidelijk werd de Britse blokkade versterkt. Toen Nelson op 2 september 1805 het bericht kreeg dat zijn tegenstander in de haven van Cádiz voor anker lag, vertrok hij de 15e uit Portsmouth, aan boord van zijn vlaggenschip, de H.M.S. Victory, om zich bij de vloot te voegen die voor de haven van Cádiz patrouilleerde. Nelson werd in die tijd algemeen beschouwd als de grootste Britse zeeheld en hij kreeg haast vanzelfsprekend het opperbevel over de onderneming. Op 8 oktober hielden de Franse en Spaanse vlagofficieren een krijgsraad waarin ze besloten Napoleons bevel om uit te varen te negeren. Op vrijdag 18 oktober was het na een week van stormachtig weer helder en warm, omstandigheden die gunstig waren voor de lichter gebouwde Franse schepen. Tegelijkertijd kregen de Fransen het bericht dat zes linieschepen van Nelson naar Gibraltar vertrokken waren om zich van proviand te voorzien. Villeneuve wist dat hij elk moment van zijn bevel ontheven kon worden en hoopte op een laatste succes na zijn reeks mislukkingen en insubordinaties. Hierop vertrok de Frans-Spaanse vloot op 19 oktober richting de straat van Gibraltar. Door een westenwind bleek het echter lastig al laverend de baai van Cádiz te verlaten. Pas op 20 oktober had de geallieerde vloot volledig zee gekozen. Dat de geallieerde vloot buitengaats was, werd al om 09:00 19 oktober door HMS Mars doorgegeven aan Nelson die het bevel gaf om de vloot te achtervolgen en zich klaar te maken voor de strijd. Nelson had, anders dan Collingwood, de uitbraakpoging niet verwacht. Hij hield zich voorlopig met zijn zevenentwintig linieschepen gedekt achter de horizon. Dat leidde ertoe dat hij te snel naar het zuidoosten voer en om 06:00 20 oktober weer overstag moest gaan in noordwestelijke richting om de vijand te onderscheppen die hij tot zijn opluchting rond 20:30 aantrof, niet verder dan twintig zeemijl van de Baai van Cádiz. Toen was het al te laat voor een slag zodat Nelson een zuidelijke koers aanhield, in de hoop evenwijdig aan de vijand op te varen. Om 04:00 op 21 oktober draaide hij, beseffend dat Villeneuve weer was achtergebleven, opnieuw om in noordelijke richting, om de geallieerde vloot op te zoeken. De ochtend van maandag 21 oktober begon met een zacht briesje uit het westen. De Frans-Spaanse vloot, drieëndertig linieschepen sterk, vormde één lange lijn van bijna vijftien kilometer. Nelsons vloot verscheen aan de noordwestelijke horizon met de wind in de rug.
Villeneuve had grote moeite gehad zijn schepen in linie te brengen. Toen hij Nelson na een melding van de Hermione met hogere snelheid zag naderen, begreep hij dat ontsnappen onmogelijk was. Om zeven à acht uur in de morgen gaf Villeneuve zijn schepen het bevel om overstag te gaan en met hun kop in de wind te gaan liggen, om zo in de verdedigende lij het gevecht aan te gaan. Ze voeren hierdoor terug richting Cádiz, wat Nelson de foute indruk gaf dat men weer naar die haven wilde vluchten. Door de lastige manoeuvre, die pas rond 10:00 voltooid was, nam de wanorde bij de Frans-Spaanse vloot nog verder toe. Gravina was bevolen een vierde eskader te vormen in een loefpositie, dus aan de kant van Nelson, maar voegde zich bij de achterhoede.

## Britse tactiek

De innovatieve tactiek van Nelson: een dubbele aanval op het centrum.

De tactiek die sinds de late zeventiende eeuw gewoonlijk werd toegepast in een zeeslag, was die van de kiellinie. Dit hield in dat de vijandelijke vloten ieder in een lange lijn evenwijdig aan elkaar voeren, in dezelfde of in tegengestelde richting, en schoten uitwisselden. Hierdoor was er weinig kans dat schepen door eigen vuur geraakt werden en kon men de kanonnen dus maximaal benutten, omdat ze zo een vrij schootsveld hadden. Deze tactiek paste goed bij de Britse schepen die relatief zwaar bewapend en geconstrueerd waren. In de loop van de achttiende eeuw was de kiellinietactiek bij de Britse vloot tot een star dogma geworden. In een slag was het haast belangrijker mooi achter elkaar te varen dan om de vijand schade toe te brengen. Het nadeel hiervan was dat vloten van gelijk kaliber geen beslissende overwinning konden behalen omdat het voor de vloot die de mindere bleek te eenvoudig was het gevecht af te breken en met de minst beschadigde schepen te ontsnappen. Nelson was een vernieuwend tacticus die al eerder de methode toegepast had om een vijandelijke linie te breken en daarna de schepen te omvatten. Hij begreep dat zich nu een uitgelezen kans voordeed om de Franse macht op zee een vernietigende slag toe te brengen. Hij wilde een beslissende overwinning behalen waarbij het merendeel van de vijandige vloot werd vernietigd of veroverd.

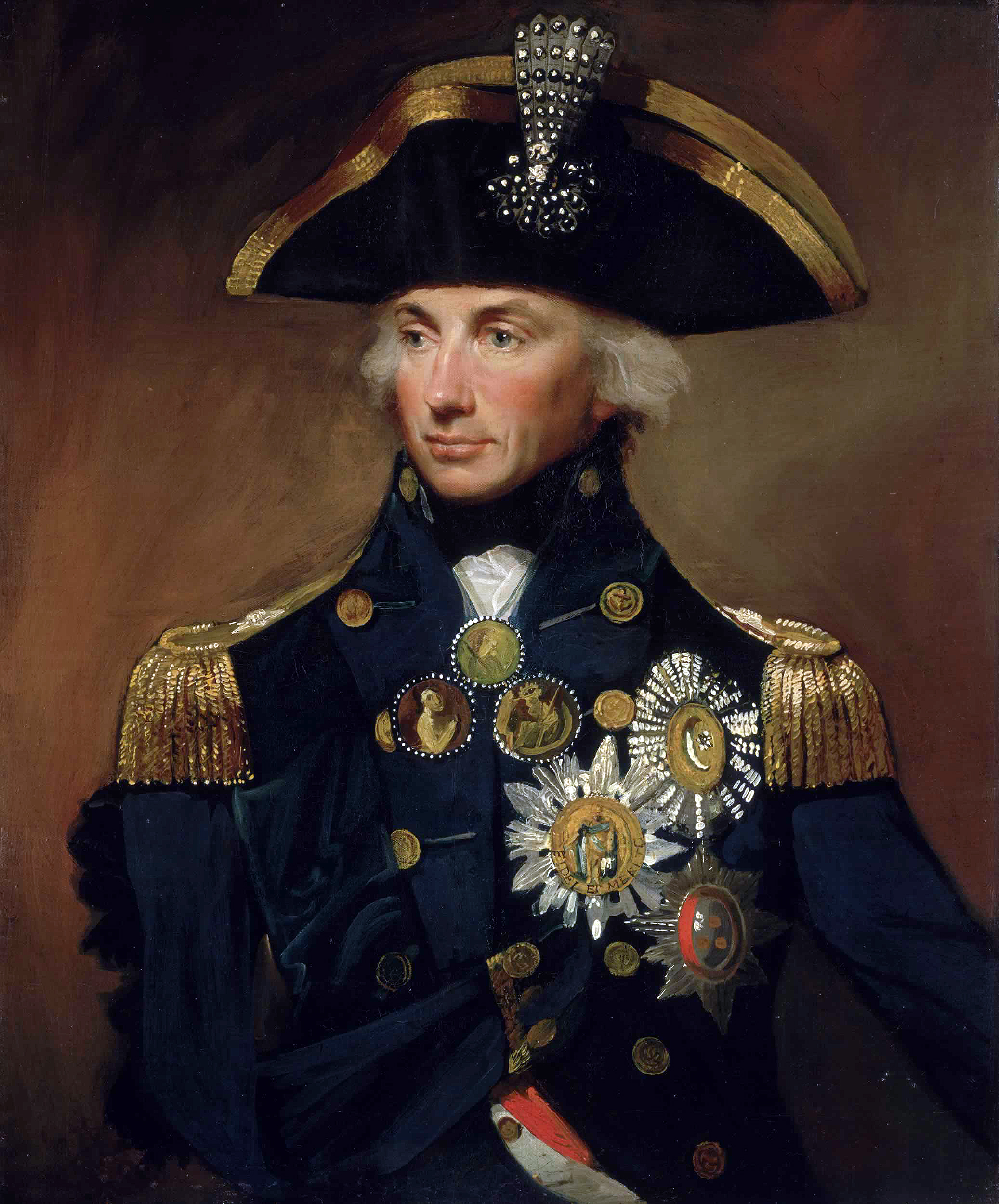
Horatio Nelson

Nelson was van plan om nu op een zeer ongebruikelijke wijze van de klassieke kiellinietactiek af te wijken door zijn schepen op te delen in twee groepen, "divisies". De eerste divisie zou voor de wind haaks tussen het centrum en de achterhoede van de vijandelijke vloot komen aanvaren terwijl de tweede divisie in een evenwijdige linie hetzelfde zou doen tussen de voorhoede en het centrum van de vijand. Zo kon hij zijn hele strijdmacht inzetten tegen twee derde van die van de tegenstander. Daarbij gaf hij aan iedere kapitein volledige verantwoordelijkheid voor eigen handelen en liet de schepen met de grootste vuurkracht, dus de vlaggenschepen van hemzelf en Collingwood, vooraan in de lijn van hun divisies plaatsen zodat ze snel grote schade konden aanrichten. Normaliter voer een vlaggenschip in het midden van zijn eskader, zodat dit de vlagseinen beter kon zien. Overigens hield Nelson een derde divisie achter de hand om een plotse kans uit te buiten of een mogelijke tegenslag op te vangen. Het plan had hij opgesteld in september, toen de mogelijkheid bestond dat beide vloten uit veertig linieschepen zouden bestaan en oorspronkelijk ging Nelson uit van een aanval door drie evenwijdige lijnen van Britse linieschepen.
Hij koos er dus voor om de vijandige vloot in twee stukken te hakken door in twee colonnes loodrecht op de vijandige linie in te varen. Eén colonne ging richting het centrum en de andere richting de achterhoede. Op deze manier omsingelde hij de helft van de vloot en kon hij ze afmaken. De colonne die het midden van de linie doorsneed moest dit idealiter doen vóór het vijandelijke vlaggenschip, zodat de voorste helft van de vloot de bevelen van het vlaggenschip niet kon zien en door de verwarring voor geruime tijd buiten spel werd gezet. Overigens was het niet Nelsons oorspronkelijke bedoeling om meteen door de vijandelijke linie heen te varen; hij hoopte zijn divisies op het laatste moment evenwijdig te trekken en de aangevallen schepen te "dubbelen", dus links en rechts te omvatten. In feite gebeurde dit echter niet en doorsloeg men meteen de vijandelijke lijn.

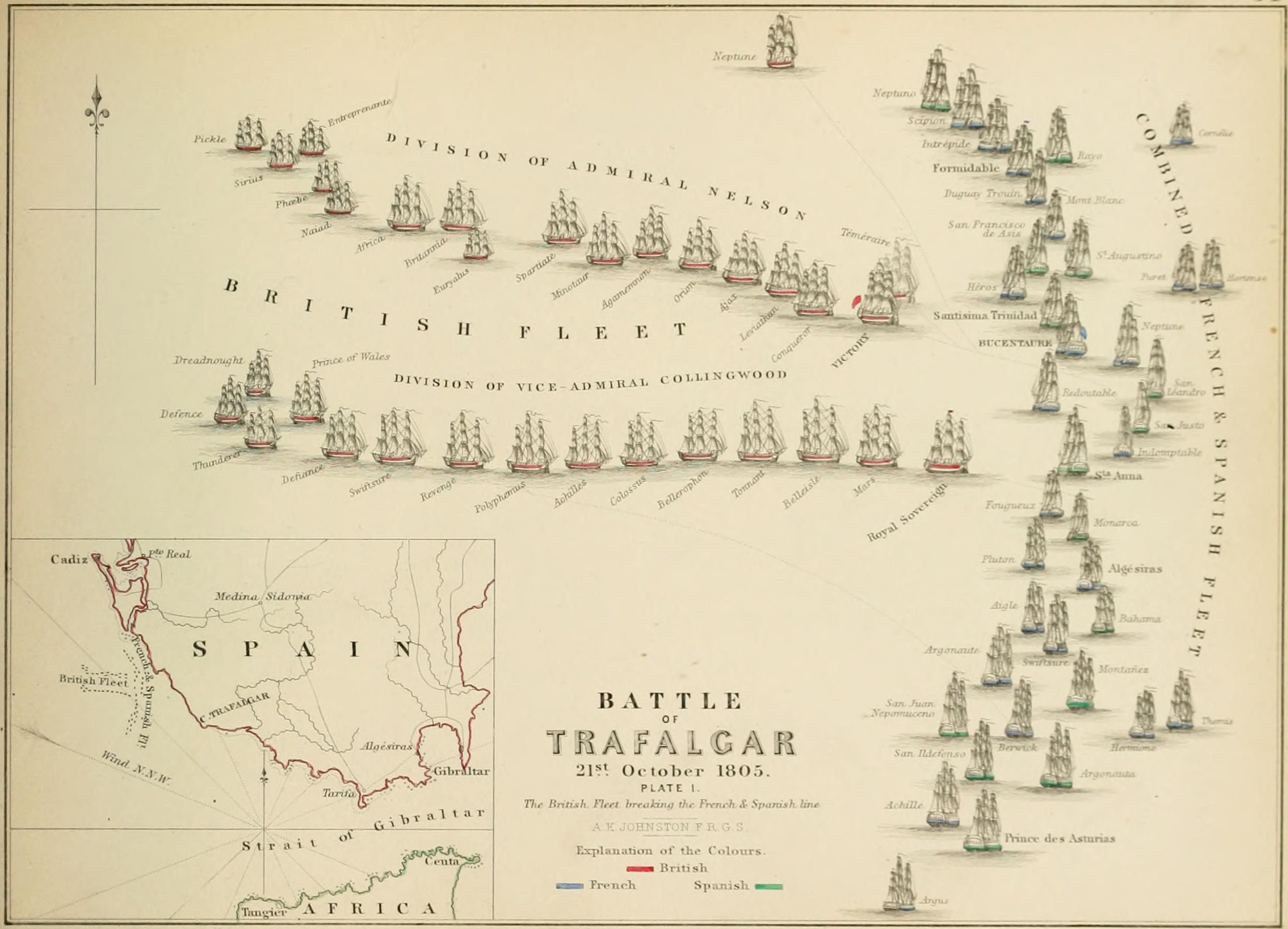
Een diagram uit 1848

Deze tactiek bood drie voordelen boven het doorbreken met een enkele linie. Ten eerste zouden de kortere aanvallende linies de Britse schepen veel sneller op de vijand brengen zodat de Frans-Spaanse vloot geen tijd zou krijgen om te vluchten. Ten tweede zou op deze manier de slag al snel ontaarden in een mêlee waarin individuele schepen elkaar bevochten en waarin de Britten waarschijnlijk zouden overwinnen vanwege hun betere zeemanschap, sneller kanonvuur en hogere moreel van de manschappen. En ten derde zou de vijandelijke voorhoede gedwongen worden overstag te gaan om het centrum te hulp te komen. Dat zou zo lang duren dat dat de Britse vloot het in de beginfase van de slag slechts tegen twee derden van de vijand zou hoeven te vechten. Dit was des te relevanter omdat de Britten het tegen een numerieke overmacht moesten opnemen: de vijandelijke vloot telde drieëndertig schepen met 30 000 man en 2630 kanonnen (1276 Franse en 1364 Spaanse) terwijl ze zelf zevenentwintig schepen hadden met 17 000 man en 2148 kanonnen.
Het nadeel van deze tactiek is dat de vijandelijke vloot met volle lagen de Britse schepen onder vuur kan nemen in de tijd ze naar de linie varen, terwijl hun eigen boeggeschut veel zwakker is. Om dit nadeel zo kort mogelijk te laten duren koos Nelson ervoor om alle zeilen bij te zetten, ten einde zo snel mogelijk de vijand te naderen, ook al betekende dit dat men geschutsbemanningen het want in moest sturen. Nelson was zich ervan bewust dat de Franse en Spaanse matrozen slecht getraind waren en dat ze werden bijgestaan door zo'n vierduizend landsoldaten onder generaal Jacques-Alexandre Lauriston. Deze troepen waren vaak niet gewend om te schieten van een bewegend platform, wat hun accuratesse niet ten goede kwam. Nelson nam desalniettemin een groot risico, temeer daar slechts vijf van de zevenentwintig kapiteins al eerder gevechtservaring met hem en zijn methoden hadden opgedaan.
Om zijn schepen elkaar te laten herkennen liet hij ze in een opvallend en contrastrijk zwart en geel blokpatroon schilderen. Dit stond later bekend als de Nelson Chequer. Nelson begreep dat er in de slag veel zou afhangen van het individueel initiatief en de nerve van iedere kapitein om de vijand te durven naderen. Daarom gaf hij zijn kapiteins het volgende bevel: In case signals can neither be seen or perfectly understood, no captain can do very wrong if he places his ship alongside that of the enemy. De enige echte fout die een kapitein kon maken was dus om zijn schip niet naast dat van de vijand te plaatsen. Op 9 oktober werden alle kapiteins van de plannen van Nelson op de hoogte gesteld.

## De slag

### Slagorde
In de zeventiende eeuw was het niet ongebruikelijk dat Engeland, de Republiek der Zeven Verenigde Nederlanden of Frankrijk met vloten van meer dan honderd schepen aan een slag deelnamen. In de achttiende eeuw echter, vermeed men vlooteenheden van een dergelijke omvang omdat de strijd steeds meer in de koloniën werd uitgevochten en het te kostelijk en onpraktisch was om heel grote strijdmachten op lange reizen uit te zenden. Ook de Slag bij Trafalgar werd voorafgegaan door lange bewegingen heen en weer over de Atlantische Oceaan. Groot-Brittannië zette bij de strijd dan ook bepaald niet de hele slagvloot in. Van de drieëntwintig in 1805 beschikbare first rate of second rate driedekkers, schepen met drie volle kanondekken, deden er zeven aan de slag mee. Voor Frankrijk en vooral Spanje daarentegen vertegenwoordigden de ingezette schepen een veel belangrijker deel van hun zware vaartuigen, hoewel geen van de slechts drie Franse driedekkers aanwezig was.
De slagorde is verwarrend doordat schepen van beide zijden dezelfde of sterk gelijkende namen droegen: de Fransen bleven buitgemaakte schepen gebruiken onder hun Engelse naam en de Britse schepen hadden vaak van oudsher Franse namen.

#### Britse vloot

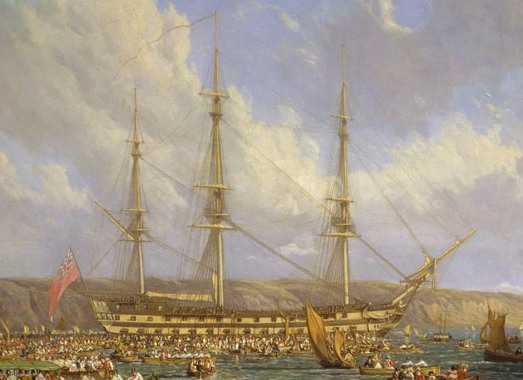
HMS Bellerophon

De Britse divisies vormden volgens het plan van Nelson twee evenwijdige lijnen. De linkerdivisie stond onder zijn persoonlijke commando. Voorop voer zijn vlaggenschip de Victory, een driedekker met 103 stukken geschut. Direct erachter voeren nog twee driedekkers, eerst de Téméraire en daarna de Neptune, ieder een schip van 98 stukken. Daarop volgden twee tweedekkers van 74 stukken, de Leviathan en de Conqueror. Het volgende vaartuig in de lijn was het vlaggenschip van schout-bij-nacht (rear-admiral) William Carnegie, de driedekker Britannia van honderd stukken. Daarop volgde de Agamemnon van 64 stukken en uiteindelijk vier tweedekkers van 74 stukken, de Ajax, Orion, Minotaur en Spartiate. Dat bracht het totaal in de divisie op elf linieschepen.
Bij de rechterdivisie ging Collingwoods driedekker van honderd stukken, de Royal Sovereign, voorop. Het tweede schip was de Belleisle van 74 stukken die men eerder op de Fransen had buitgemaakt. Daarop volgde de Mars van 74 stukken en dan weer een oorspronkelijk Frans schip, de Tonnant van tachtig stukken. Het vijfde schip was een van de meest gelauwerde Britse oorlogsbodems, de Bellerophon van 74 stukken, waaraan Napoleon zich in 1815 zou overgeven. Daarna volgde de Colossus van 74 stukken, een nieuw schip dat op het bovendek vierentwintigponders had in plaats van achttienponders. Het zevende schip was de Achille van 74 stukken die in de lichtere Franse stijl was gebouwd. Schip acht, de gloednieuwe Revenge van 74 stukken, had net als de Colossus een zwaardere bewapening. Het zwakste schip in de divisie was Polyphemus van 64 stukken. Het tiende schip was de Swiftsure van 74 stukken. Daarna volgde een driedekker van 98 stukken, de Dreadnought. Eigenlijk had deze vlak achter de Royal Sovereign moeten opzeilen maar dit was het oude vlaggenschip van Collingwood dat wegens de blokkadedienst lange tijd niet schoongemaakt was en daarom nu slecht bezeild was, dat wil zeggen dat de aangroeisels van zeepokken er de vaart uithaalden. Daarop volgden drie tweedekkers van 74 stukken, de Defiance, Thunderer en Defence. Hekkensluiter als vijftiende schip in de lijn was de driedekker Prince van 98 stukken. Net als de Dreadnought had dit schip vooraan moeten varen maar het werd door alle andere schepen van de divisie ingehaald. De hier vermelde volgorde is dan ook die van aankomst. De Prince was al sinds 1796 een erg traag vaartuig toen zijn romp verlengd werd.
De derde divisie gebruikte Nelson om de geallieerde voorhoede te dekken. Zij bestond uit een aantal fregatten die versterkt waren door de tweedekker Africa van 64 stukken. De fregatten waren de Euryalus, Sirius en Phoebe van 36 stukken en de Naiad van 38 stukken. Verder beschikte de Britse vloot nog over de schoener Pickle en kotter Entreprenante.

#### Geallieerden
In de geallieerde slaglinie wisselden Spaanse en Franse schepen elkaar af. Bij het begin van de slag voer de Spaanse Neptuno van 80 stukken voorop, gevolgd door de Franse Scipion en Intrépide, beide van 74 stukken. Het vierde schip was een Spaanse driedekker, de Rayo van 100 stukken. Het vijfde schip, de Formidable van 80 stukken, diende als vlaggenschip van schout-bij-nacht Pierre Dumanoir le Pelley, de commandant van de voorhoede. Deze werd gevolgd door twee tweedekkers van 74 stukken, de Duguay-Trouin en de Mont-Blanc. Het laatste van de schepen die niet direct bij het gevecht betrokken zouden raken was de Spaanse San Francisco de Asis van 74 stukken.
Hierna kwam een reeks schepen die de divisie van Nelson in de linkerflank kregen. De voorste daarvan was de Spaanse San Agustín van 74 stukken. Rechts daarvan voer de Franse Héros van 74 stukken. Hierop volgde de enorme Spaanse Nuestra Señora de la Santísima Trinidad van 136 stukken. Doordat het oorspronkelijke bovendek overkapt werd, was dit technisch gezien een vierdekker, het vlaggenschip van schout-bij-nacht Baltasar Hidalgo de Cisneros. Dit werd gevolgd door het vlaggenschip van de vlootcommandant viceadmiraal Pierre de Villeneuve, de Bucentaure van 80 stukken. Die werd weer gevolgd door de Neptune van 80 stukken en de Redoutable van 74 stukken onder kapitein Jean Jacques Étienne Lucas. De achterste schepen van de groep waren de Spaanse San Leandro van 64 en San Justo van 74 stukken.
Van de reeks die het met Collingwood te stellen kreeg was de Spaanse driedrekker de Santa Ana van 112 stukken het voorste schip, het vlaggenschip van viceadmiraal Ignacio María de Álava y Sáenz de Navarrete. Daarachter voer de Franse Indomptable van 80 stukken en de Fougueux van 74 stukken onder kapitein Louis Alexis Baudoin. Daarop volgde de Spaanse Monarca van 74 stukken. Hierna kwam de Pluton van 74 stukken, onder commandeur Julien Marie Cosmao-Kerjulien, een nieuw ontwerp met geringe diepgang dat bedoeld was om in Antwerpen en de Bataafse Republiek in massaproductie te worden genomen. Deze werd gevolgd door de Spaanse Bahama van 74 stukken onder commandeur Dionisio Alcalá Galiano. Daarachter voer weer een Frans schip, de Aigle, gevolgd door de Spaanse Montañés, ieder van 74 stukken. Het volgende vaartuig was het vlaggenschip van de Franse schout-bij-nacht Charles René Magon de Médine, de Algésiras van 74 stukken. Daarop kwam de Spaanse Argonauta van 80 stukken. Hierachter voer de Swiftsure, een in 1801 door de Fransen buitgemaakte Britse tweedekker van 74 stukken. Ook in naam verwarrend was de hierop volgende Franse Argonaute  van 74 stukken. Daarop kwam weer een Spaans schip, de San Ildefonso van 74 stukken. De Franse Achille van 74 stukken was de volgende in de lijn. Dan kwam een Spaanse driedekker van 112 stukken, de Príncipe de Asturias, het vlaggenschip van admiraal Gravina die ook schout-bij-nacht Antonio de Escaño aan boord had. Het voorlaatste schip was de Berwick van 74 stukken die door de Fransen in 1795 was prijsgemaakt. Het laatste schip was de Spaanse San Juan Nepomuceno van 74 stukken, het vlaggenschip van commandeur Cosme Damián de Churruca y Elorza.

### Collingwood

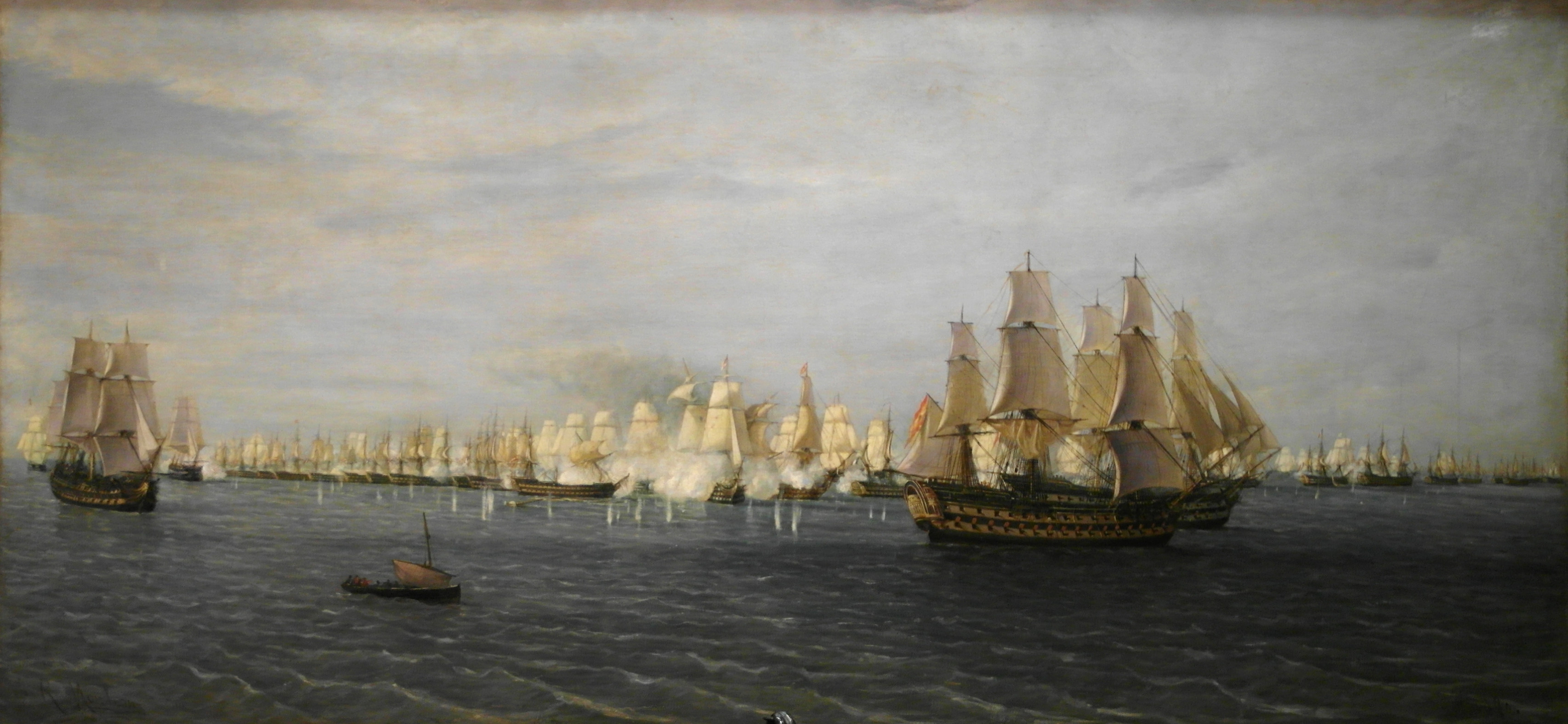
De Royal Sovereign kruist de boeg van de Fougueux en de achtersteven van de Santa Ana

Cuthbert Collingwoods Royal Sovereign bereikte als eerste de vijandige vloot. De linie van zijn divisie voer niet strak op een lijn maar was uitgewaaierd naar stuurboord. De Royal Sovereign werd eerst langdurig beschoten door de Fougueux en daarna de Santa Ana, maar kon niet terugvuren met zijn kanondekken zolang hij haaks op de vijand aanvoer. Toen de Royal Sovereign de vijandelijke lijn brak, kruiste hij de achtersteven van de Santa Ana en gaf die de volle laag. Hoewel zijn kanons dubbel geladen waren om een brekend effect te hebben op de vijandelijke romp, doorsloegen de kogels ondanks de lagere mondingssnelheid toch in de lengterichting de kanondekken wat op het Spaanse schip een vreselijke verwoesting en slachting aanrichtte. Tegelijkertijd veegde het hogere bovenste kanondek van de Royal Sovereign het bovendek van de Fougueux schoon. De Royal Sovereign voer nu langszij aan de Santa Ana. De rompen schuurden tegen elkaar en beide schepen gaven elkaar op korte afstand de volle laag. Hierop vielen de Fougueux, San Leandro, San Justo en Indomptable de Royal Sovereign aan. De Fougueux schoot de grote mast en de bezaansmast van de Royal Sovereign doormidden. Na ongeveer een half uur — de wind was nog steeds zeer zwak — kwamen de opvolgende schepen van de divisie het vlaggenschip bijstaan.

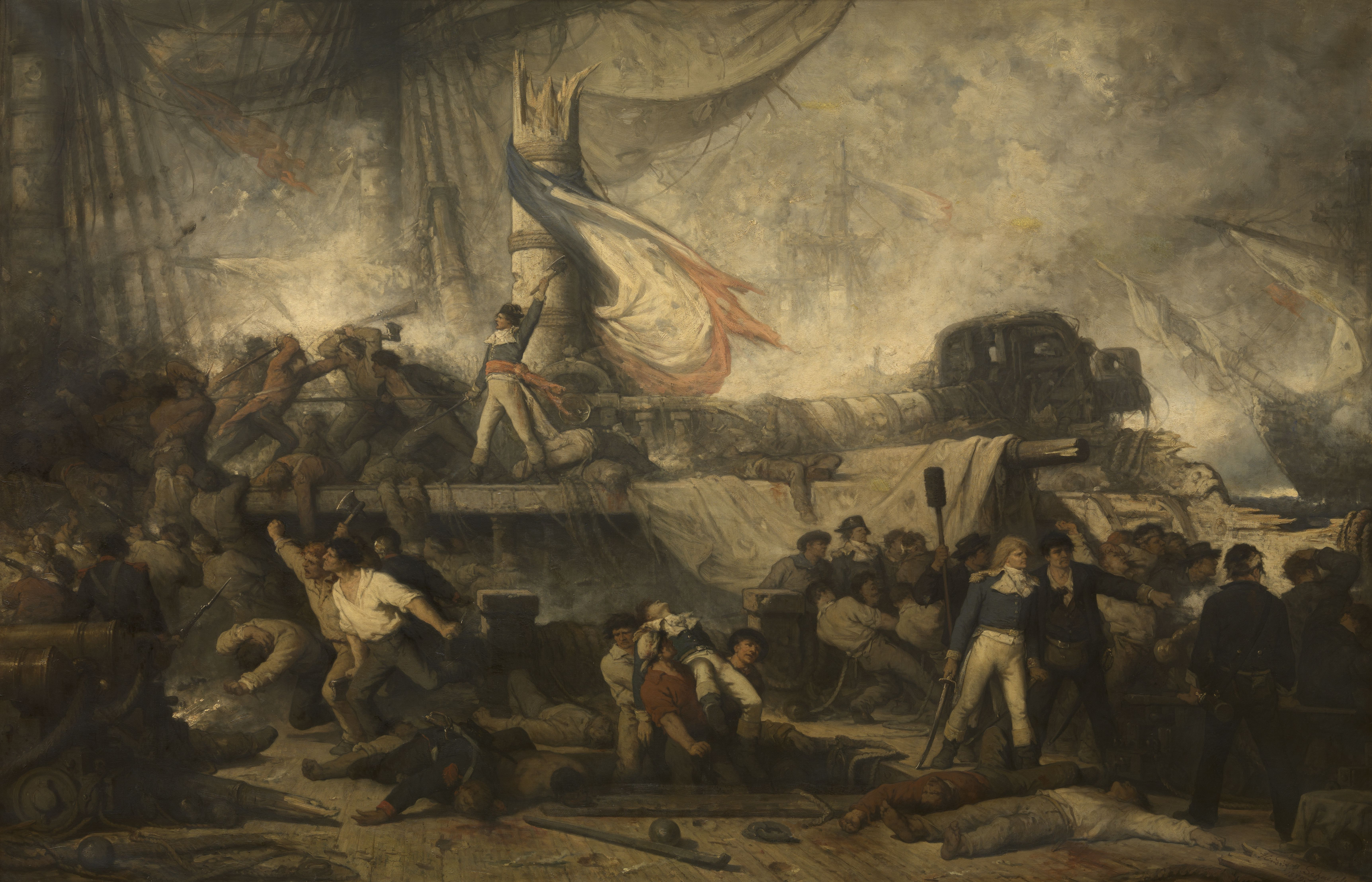
De verdediging van de Algésiras

De Belleisle ging achter de Santa Ana langs en manoeuvreerde zich tussen deze en de Fougueux in voordat ze het vuur opende. Het tweede schip in de linie, de Mars, volgde het voorbeeld van Belleisle en viel de vijandelijke schepen bij de Royal Sovereign aan die zeer verward waren wegens de gebruikte tactiek, maar ook afgesneden van de rest van de vloot, voornamelijk omdat er al voor het arriveren van de Britten ten noorden van de Santa Anna een flink gat gevallen was in de geallieerde linie. De strijd bij de Royal Sovereign was hevig en zeer zwaar. Eigenlijk waren de Britten op dit punt niet echt aan de winnende hand: de schepen van beide partijen werden geleidelijk reddeloos geschoten. De reden hiervan was dat de volgende schepen in de Britse linie door het eerdere uitwaaieren ervan in kleine groepjes zuidelijker in de geallieerde linie terechtkwamen en de drie noordelijkste schepen niet konden ondersteunen. De Belleisle werd zwaar beschadigd door de San Juan Nepomuceno, de Achille en de Neptune totdat de Swiftsure haar kwam ontzetten. De Polyphemus viel de Neptune aan. De San Juan Nepomuceno was een van de laatste Spaanse schepen die zich overgaf: commandeur Churruca had de vlag aan de grote mast genageld, zodat men die niet kon strijken en pas nadat hij en de meeste officieren gesneuveld waren, gaf het restant van de bemanning het gevecht op.

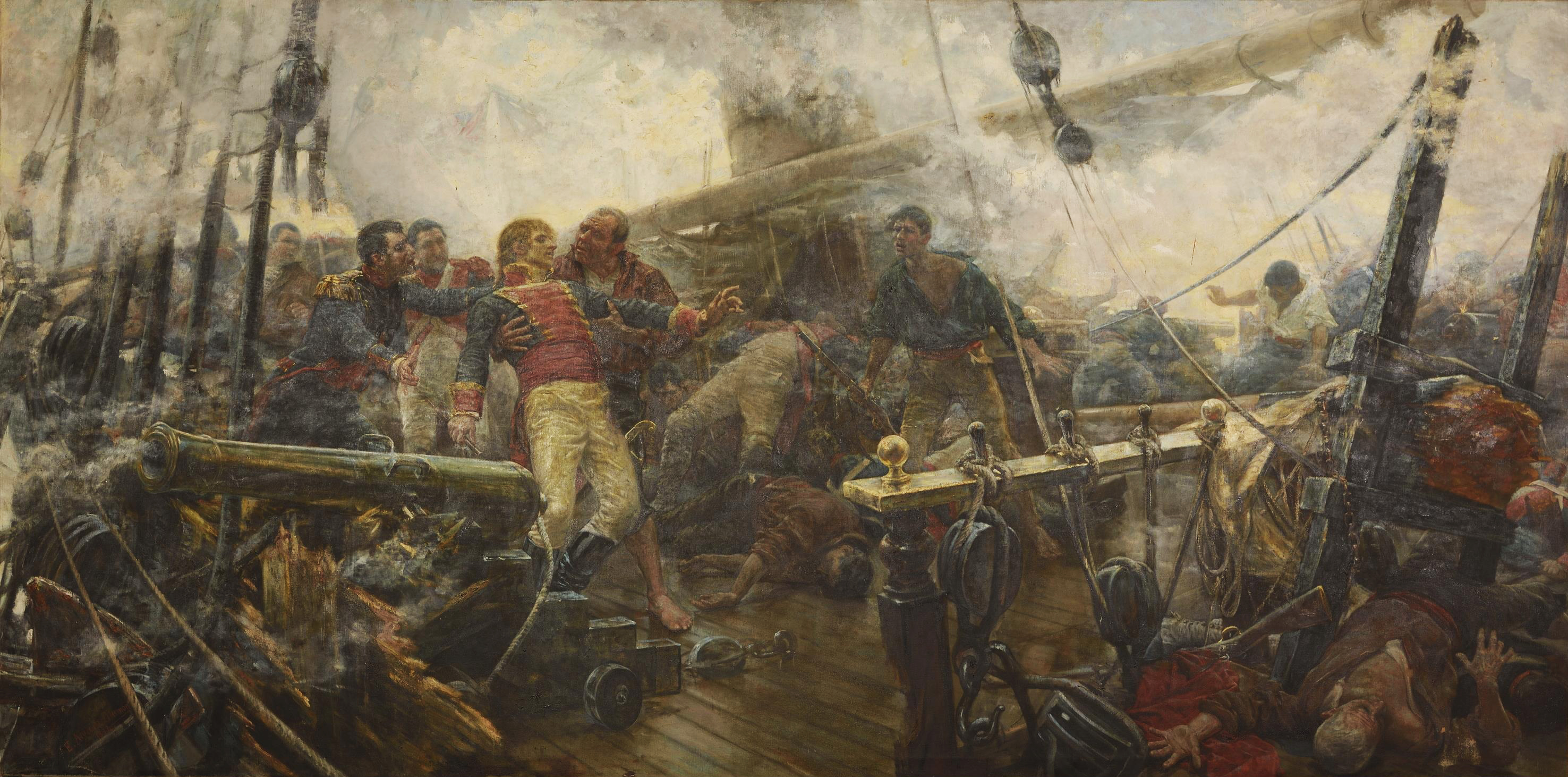
Churruca sneuvelt

Zuidelijker kwam de Tonnant tussen de Pluton en de Monarca terecht en kreeg daarna van de Algésiras een verwoestend salvo door de achtersteven. De Algésiras ramde toen de Tonnant en poogde het schip te enteren nadat een scherpschutter kapitein Charles Tyler in de dij verwond had maar de aanvallers werden afgeslagen door kartetsvuur. Beide schepen raakten in brand maar de Britse brandweerploegen doofden die op beide schepen met hun pompen. Uiteindelijk werd de Algésiras ontmast en geënterd. De Franse schout-bij-nacht Magon was toen al gedood. Opmerkelijk genoeg werd tegelijkertijd met kanonvuur de Monarca tot overgave gedwongen. Nog zuidelijker bereikten de Bellerophon, de Britse Achille en de Colossus respectievelijk de boeg, zijkant en achtersteven van de Aigle. De Revenge kwam tussen de San Ildefonso en de Franse Achille terecht. De Bellerophon werd zwaar beschadigd in een langdurig duel op korte afstand met de Aigle, waarin zijn grote mast en bezaansmast eraf geschoten werden, en moest gered worden door de Dreadnought. De Britse Achille dwong de Spaanse Argonauta tot overgave. De Colossus boekte het meeste succes en stelde achtereenvolgens de Argonaute, de Spaanse Bahama — Galiano werd gedood door een kanonskogel — en de Franse Swiftsure buiten gevecht. Daarvoor betaalde het schip echter een hoge prijs: ruim een derde van de bemanning sneuvelde of raakte gewond, de hoogste verliezen van alle Britse schepen. De Swiftsure, eerst onbestuurbaar geraakt, wist zich nog in het gevecht te mengen maar werd toen de grote mast afgeschoten door de Orion waarna overgave volgde. De San Ildefonso werd verslagen door de Defence, een van de laatste Britse schepen die deze sector bereikte. De Franse Achille werd van beide zijden vreselijk toegetakeld door de Defiance en de Dreadnought maar wist van dat laatste schip nog de grote mast te knakken. De Berwick werd veroverd door de Britse Achille.
Het lukte de Pluton uiteindelijk om de Principe de Asturias te ontzetten en zich uit de strijd terug te trekken. Hoewel ze konden ontsnappen, raakten zowel Gravina als Escaño zwaargewond.
Van de vijftien schepen die Collingwood had, waren er om 17:00 uur, toen de slag afgelopen was, nog zes gevechtsklaar. De resterende negen waren volledig of deels ontmast en hadden ernstige schade opgelopen en navenante verliezen aan manschappen, waaronder twee kapiteins. Van kapitein George Duff van de Mars was het hoofd afgeschoten door een kanonskogel; kapitein John Cooke van de Bellerophon werd door twee musketkogels in de borst getroffen. Geen enkel schip had zich overgegeven aan de vijand hoewel het bij de Belleisle niet veel gescheeld had; het was het enige Britse schip dat in de slag alle masten zou verliezen.
Van de zeventien Frans-Spaanse schepen was de Achille ontploft na ontmast te zijn door de Prince en elf werden er veroverd, waaronder het vlaggenschip de Santa Ana dat zich aan de Royal Sovereign overgaf hoewel die zelf in een zeer slechte staat was. Er waren maar vijf schepen die konden ontsnappen uit deze groep richting Cádiz. Collingwood verplaatste zijn vlag naar de Euryalus.

### Nelson

Het eerste signaal van Nelson aan zijn schepen

Om 11:25 uur, enkele momenten voor de slag, liet Nelson seinvlaggen hijsen met een boodschap aan de gehele vloot: “England expects that every man will do his duty”, “Engeland verwacht dat iedere man zijn plicht zal doen”. Dit diende als oppepper voor het moreel van de bemanningen en werd klaarblijkelijk op bijna alle schepen met gejuich ontvangen. Het volgende commando van Nelson luidde “Prepare to anchor after the close of the day”, “Bereid u voor te ankeren na afloop van de slag”, gevolgd door het standaardsignaal numero 16 “Engage the enemy more closely” (“ga het gevecht met de vijand van dichterbij aan”). Nelson kon dat overigens alleen doen via het nieuwe systeem van signaalcodes uitgevonden door Home Riggs Popham dat het voor het eerst toestond teksten over te brengen en hij was oorspronkelijk van plan geweest “England confides that every man will do his duty” te seinen maar liet dat in expects veranderen omdat voor dit woord een aparte vlaggencombinatie van drie bestond en confides in acht combinaties van twee gespeld had moeten worden.

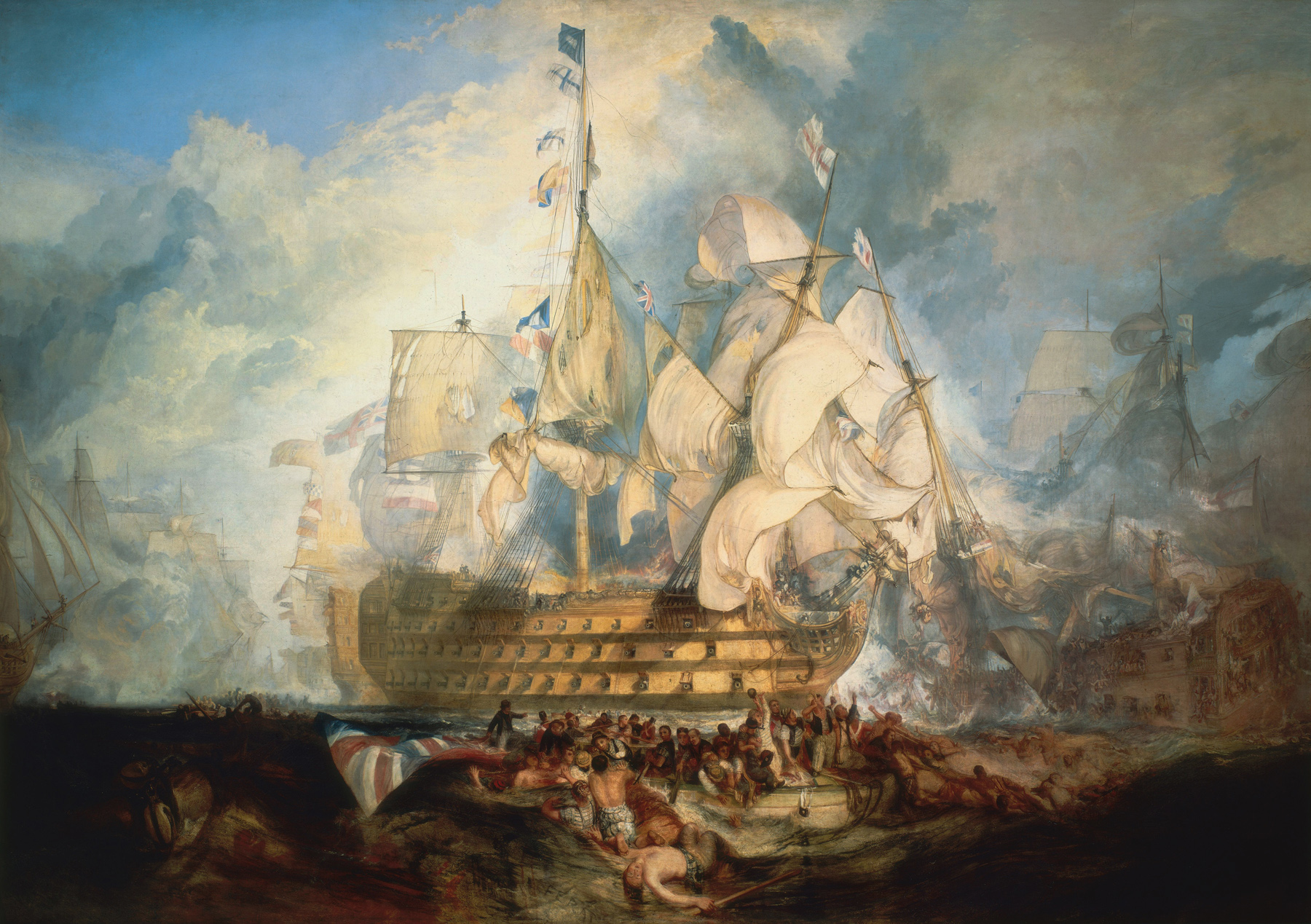
De Victory afgebeeld door Turner in een pastiche van episodes uit de strijd

Door de zwakke wind duurde het zeer lang voordat Nelsons divisie de vijandelijke lijn bereikte en hij lag bijna een uur onder vuur; de Victory telde een vijftigtal doden en gewonden voordat ze zelf een schot gevuurd had. De Victory dreigde ingehaald te worden door de Neptune en daarna de Téméraire, maar die werd bevolen vaart te minderen. De linieschepen bij Nelson hadden als doel om voor het vlaggenschip van de Franse commandant de Villeneuve te komen. Hij voer eerst op een andere divisie af, die van Dumanoir, en terwijl hij zijn vuur trok, stuurde hij de linie naar stuurboord langs de vijandige flank om zo bij Villeneuve te komen, waarna hij daar het gevecht mee aanging. Tijdens deze manoeuvre vuurde de HMS Victory niet terug. Ze had zwaar te lijden onder het vijandelijk vuur — de Redoutable schoot de steng van de fokkemast, het bramzeil van de grote mast en de hele bezaansmast eraf — maar werd beloond doordat ze rond 12:35 door de linie brak en bij het centrum terechtkwam, waar zowel het vlaggenschip de Bucentaure als het grootste schip van de vloot, de Santísima Trinidad, dicht op elkaar voeren. Door deze compacte formatie kon de Victory aan beide zijden volle lagen geven wat grote schade veroorzaakte aan beide schepen. De Bucentaure werd van achteren doorschoten, wat een slachting aanrichtte onder de bemanning. Villeneuve was zeer verrast door deze tactiek. In plaats van een overzicht over de slag te hebben zat hij er nu tussenin. Het seinen naar het voorste deel van de vloot ging maar moeizaam en er werden geen duidelijke orders gegeven.

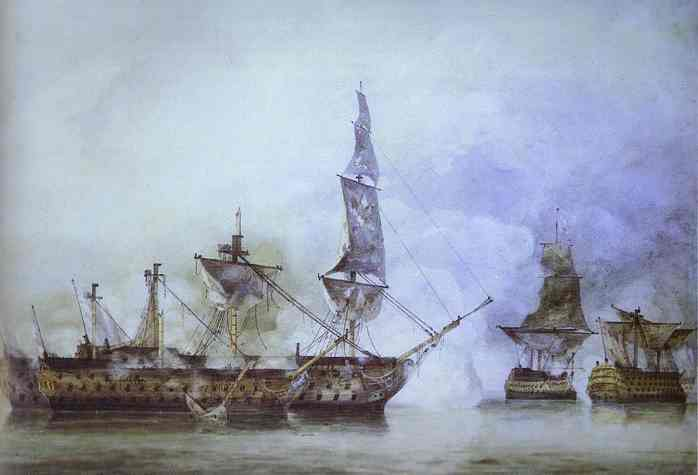
De Victory tegen de Redoutable en de Téméraire tegen de Fougueux door Constable

De Victory werd aangevallen door de Franse Neptune, die zijn fokkemast en boegspriet beschadigde, en wendde toen naar bakboord. Hierdoor kwam ze evenwijdig te liggen aan de Redoutable. Het Franse schip poogde de Victory te enteren en gaf daartoe van het want uit zwaar musketvuur af op het bovendek van het hogere schip. Op dat moment werd Nelson dodelijk gewond door een musketkogel, wellicht van een Tiroler scherpschutter. De Téméraire voer achter de Redoutable  langs in een poging de Bucentaure te bereiken, maar ramde per ongeluk het zuidelijker Franse schip. De Redoutable probeerde nu ook de Téméraire te enteren en veegde het bovendek van het zwaardere schip schoon. Vlak daarna ging de Franse Neptune evenwijdig opvaren aan de Téméraire. De Neptune schoot bij de Téméraire de steng van de grote mast eraf en de boegspriet en fokkemast stonden op knakken. Met moeite werd voorkomen dat de kruitkamer met zo'n vijftien ton buskruit explodeerde, wat vermoedelijk ook de ondergang van de Victory betekend zou hebben. De Redoutable kreeg het tussen de HMS Victory en de Téméraire nu zwaar te verduren. Van 13:30 af werd ze aan beide zijden op korte afstand vreselijk toegetakeld door het zwaardere geschut van de twee Britse driedekkers. De hele bovenbouw desintegreerde, de achtersteven werd ingedrukt, het roer lag eraf en alle kanondekken werden opengeschoten zodat men het vuur niet meer kon beantwoorden. Het schip raakte in vlam en de Britse geschutsbemanningen wierpen emmers water op het vijandelijke vaartuig uit vrees dat ook hun schepen in brand zouden raken. De grote mast viel en daarna de bezaansmast waarna tegen 14:00 uur Lucas het schip overgaf. De Redoutable telde in totaal 522 doden en gewonden, het meest van alle schepen in beide vloten. Ondertussen had ook de Fougueux, naar het noorden opzeilend na de ontmoeting met de divisie van Collingwood, zich in het gevecht gemengd. Ziende dat de masten van de Téméraire op vallen stonden dacht men dat dit een makkelijke prooi was. Dat bleek een ernstige vergissing: de Fougueux werd getroffen door snel opeenvolgende salvo's, verloor alle masten, raakte op drift en verwarde zich met de Téméraire zodat er nu vier schepen aan elkaar lagen. Dertig man van de Téméraire sprongen over op de Fougueux en dwongen rond 14:00 haar overgave af, waarbij kapitein Baudoin sneuvelde.

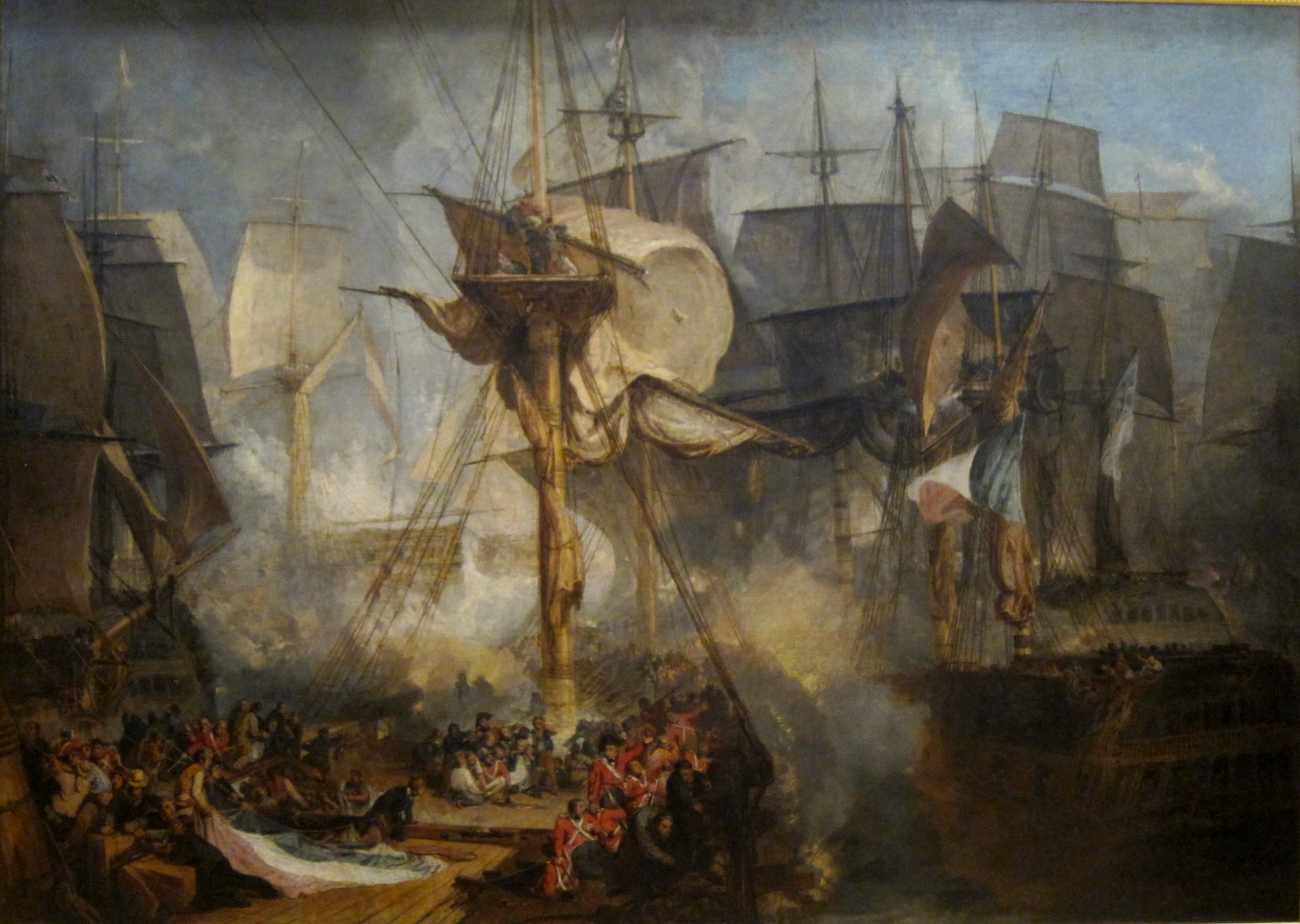
De actie van de Victory af gezien

De rest van de divisie viel de andere schepen in het midden aan. De (Britse driedekker) Neptune, de Leviathan en uiteindelijk de Conqueror, het schip van kapitein Pellew, vielen het Franse vlaggenschip de Bucentaure aan. Door de korte afstand zaaide de Conqueror dood en verderf bij ieder kanonschot. Binnen tien minuten waren de grote mast en de bezaansmast van de Bucentaure afgebroken en twintig minuten later ook de voorste fokkemast. Villeneuve probeerde nog naar een ander schip te komen om de strijd voort te zetten, maar alle sloepen waren kapotgeschoten of verpletterd onder zijn gevallen masten, dus gaf hij de kapitein rond 14:15 het bevel om de vlag te strijken. Toen bemanningsleden van de Conqueror op de Bucentaure aankwamen om Villeneuves sabel in ontvangst te nemen als teken van overgave, vroeg deze wie hun commandant was. Ze antwoordden dat het om kapitein Pellew ging, en Villeneuve reageerde: “Ik heb dan nog het geluk mijn vlag te strijken voor de fortuinlijke Sir Edward Pellew”. Hij was een van de beroemdste kapiteins van Groot-Brittannië die in 1797 met twee fregatten het Franse linieschip Droits de l'Homme tot overgave had gedwongen. Villeneuve kreeg hierop echter te horen dat het diens broer Israel Pellew betrof en riep uit: “Zijn broer? Zijn er twee van? Ook dat nog!”

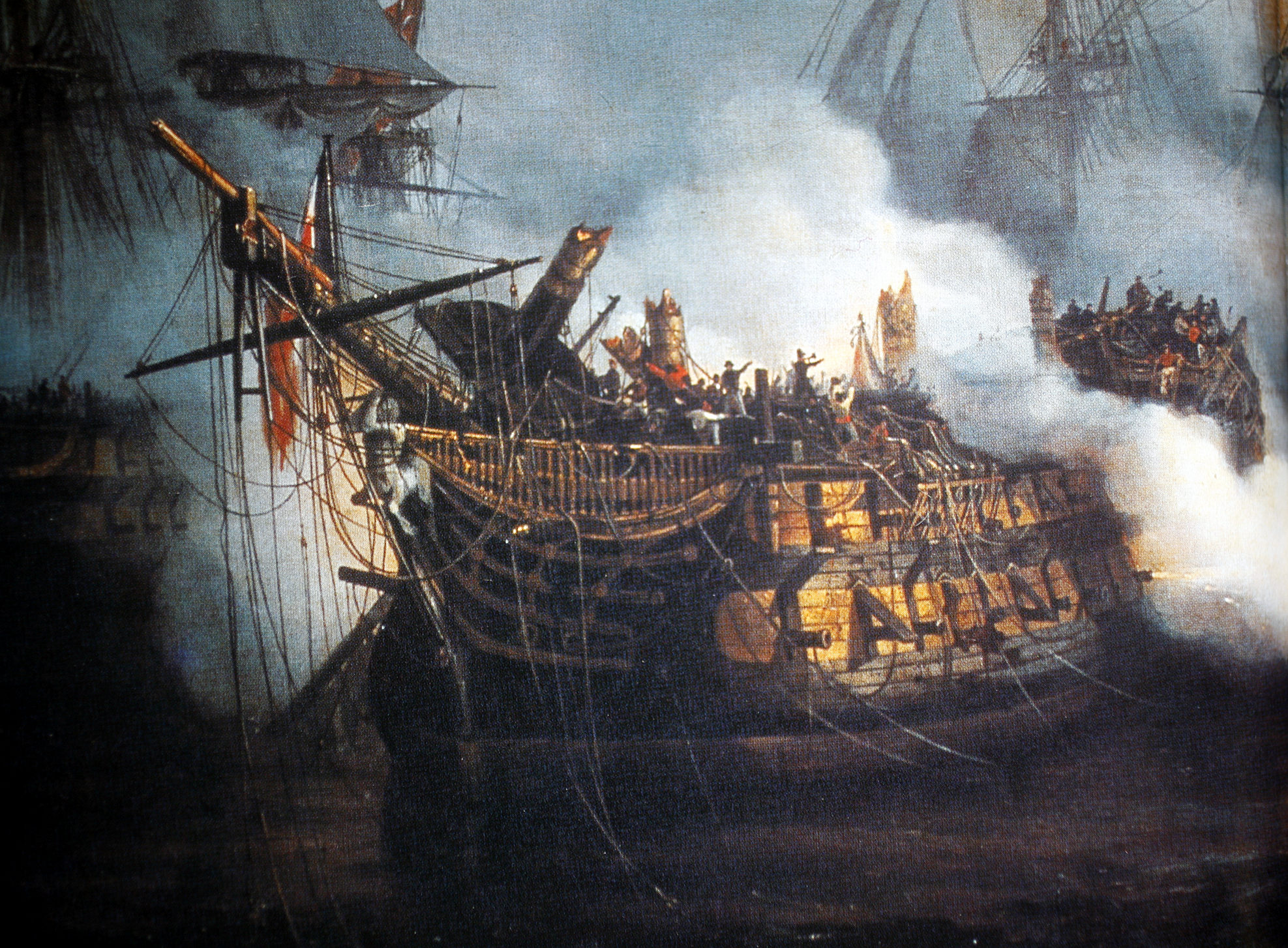
De Bucentaure is ontmast

De Neptune was doorgevaren naar de Santísima Trinidad en doorschoot daarvan de achtersteven. De aanval werd ondersteund door de Agamemnon. Eerst schoot men van het Spaanse schip de bezaansmast en grote mast af en daarna de fokkemast. De Santísima Trinidad gaf zich uiteindelijk over aan de Prince. Hidalgo de Cisneros was bewusteloos geslagen door een omvallende mast maar overleefde het. De Leviathan viel iets noordelijker de San Agustín aan en dwong het Spaanse schip tot overgave. De Minotaur en Spartiate veroverden de Neptuno.
De voorste groep schepen onder kapitein Dumanoir keerde pas nadat de slag al een uur bezig was. Tijdens deze draai raakten twee schepen beschadigd. Dumanoir probeerde een aanval uit te voeren op de flank van de Britten, maar toen de Bucentaure zich overgaf en de Britten een nieuwe aanvalslinie richting hem creëerden koos hij ervoor om de schepen weg te keren van het gevecht. Alleen de Intrépide en de Neptuno gingen het gevecht aan. De Intrépide vocht met de Britse Neptune en gaf zich uiteindelijk over aan de Orion en de Ajax.
Aan het einde van de slag had de Britse vloot van zevenentwintig schepen de zwaarder bewapende Frans-Spaanse vloot van drieëndertig schepen verslagen en daarbij zeventien schepen veroverd en één vernietigd. In feite was de prestatie nog indrukwekkender, want slechts twaalf Britse schepen hadden een belangrijke inzet gekend tegenover tweeëntwintig geallieerde vaartuigen. Dit duidt erop dat Nelsons tactiek, die immers ten doel had een lokaal overwicht te bereiken, eigenlijk had gefaald. Geen enkel Brits schip had zich overgegeven. Overigens zouden van de veroverde schepen slechts vier een Britse haven bereiken. De rest van de schepen verging tijdens een storm, met nog duizenden extra doden tot gevolg. Aan Britse zijde vielen 449 doden en 1246 gewonden, de Spanjaarden telden 1025 doden en 1383 gewonden en aan Franse zijde waren er 2218 doden en 1155 gewonden. Er werden ongeveer 7000 Fransen (4799) en Spanjaarden gevangengenomen. De storm die de dag na de slag woedde hield meer dan een halve week aan. Als gevolg daarvan zonken de Spaanse Rayo, San Francisco de Asis en de reusachtige Santísima Trinidad. Ook de Franse Indomptable en de Redoutable gingen tijdens de storm ten onder. Nog eens honderden opvarenden kwamen bij deze scheepsrampen om.

## Nasleep

### Nelsons sneuvelen

Begrafenis van Nelson in St Paul's Cathedral

Weinig van de Britse schepen waren er tijdens de slag van op de hoogte maar om 13:15 uur werd Nelson neergeschoten door een scherpschutter in het want van de bezaansmast van de Redoutable. Hem was al verzocht om een andere jas aan te trekken zonder de vele onderscheidingstekens, maar hij weigerde. Nelson was al voor het begin van de slag ervan overtuigd geweest dat hij zou sneuvelen. Tegen zijn vriend Henry Blackwood, de kapitein van de Euryalus, sprak hij: “God bless you, Blackwood. I shall never see you again”. Hij werd gelijk benedendeks gebracht maar hij gaf zelf al aan dat hij wist dat het voorbij was omdat de kogel van boven zijn long doorboord had en was blijven steken in zijn ruggengraat. Terwijl hij op bed lag bleef hij de slag volgen via boodschappers. In zijn laatste momenten met kapitein Hardy verzocht hij om geen zeemansgraf te krijgen zoals gebruikelijk was. Hij stierf om 16:30 uur in de wetenschap dat ze de slag hadden gewonnen. Zijn lijk werd de rest van de tocht bewaard in een vat met rum om het te conserveren. Hij ligt begraven in St Paul's Cathedral.

### Pierre de Villeneuve
Deze zeeslag was in een catastrofe voor de vloot van Villeneuve. Hijzelf werd krijgsgevangen gemaakt en later vrijgelaten om terug te keren naar Frankrijk. Hij wilde toen terugkeren naar de marine maar zijn verzoek werd niet ingewilligd. Hij werd op 22 april 1806 dood aangetroffen met zes messteken in het Hôtel de la Patrie in Rennes. Mogelijk heeft hij zelfmoord gepleegd, hoewel ook wel gespeculeerd is dat hij in opdracht van Napoleon is omgebracht.

### De slag bij kaap Ortegal
Hoewel de gecombineerde vloot van de Fransen en Spanjaarden bijna geheel verpletterd werd bij Trafalgar, vond de finale van de campagne bijna twee weken later, op 4 november plaats. Vier Franse schepen onder schout-bij-nacht Pierre Dumanoir waren aan de Slag bij Trafalgar ontsnapt en noordwaarts gevaren, in de hoop Rochefort te bereiken. Op 2 november kwamen ze het Britse fregat HMS Phoenix tegen, zo'n veertig mijl van Kaap Ortegal. Dumanoir le Pelly zette de achtervolging in, maar de Phoenix lokte hem naar een eskader van vijf schepen onder bevel van kapitein Richard Strachan.
Strachan leidde zijn schepen in de achtervolging, kwam in bereik en gaf het bevel voor het openen van de aanval op 4 november, hoewel een van zijn schepen niet met het eskader meevoer. Terwijl Strachan zijn fregatten gebruikte om de vijandige schepen toe te takelen en uit te putten, zonder in bereik van vijandig geschut te komen, gebruikte hij zijn grotere schepen voor een aanval op het centrum en achterkant van de schepen. Uiteindelijk was hij in staat om de Franse schepen te omsingelen, en na een intense strijd van vier uur waren alle Franse schepen gedwongen zich over te geven. Dit betekende het definitieve einde van de Franse campagne.

## Gevolgen van de slag

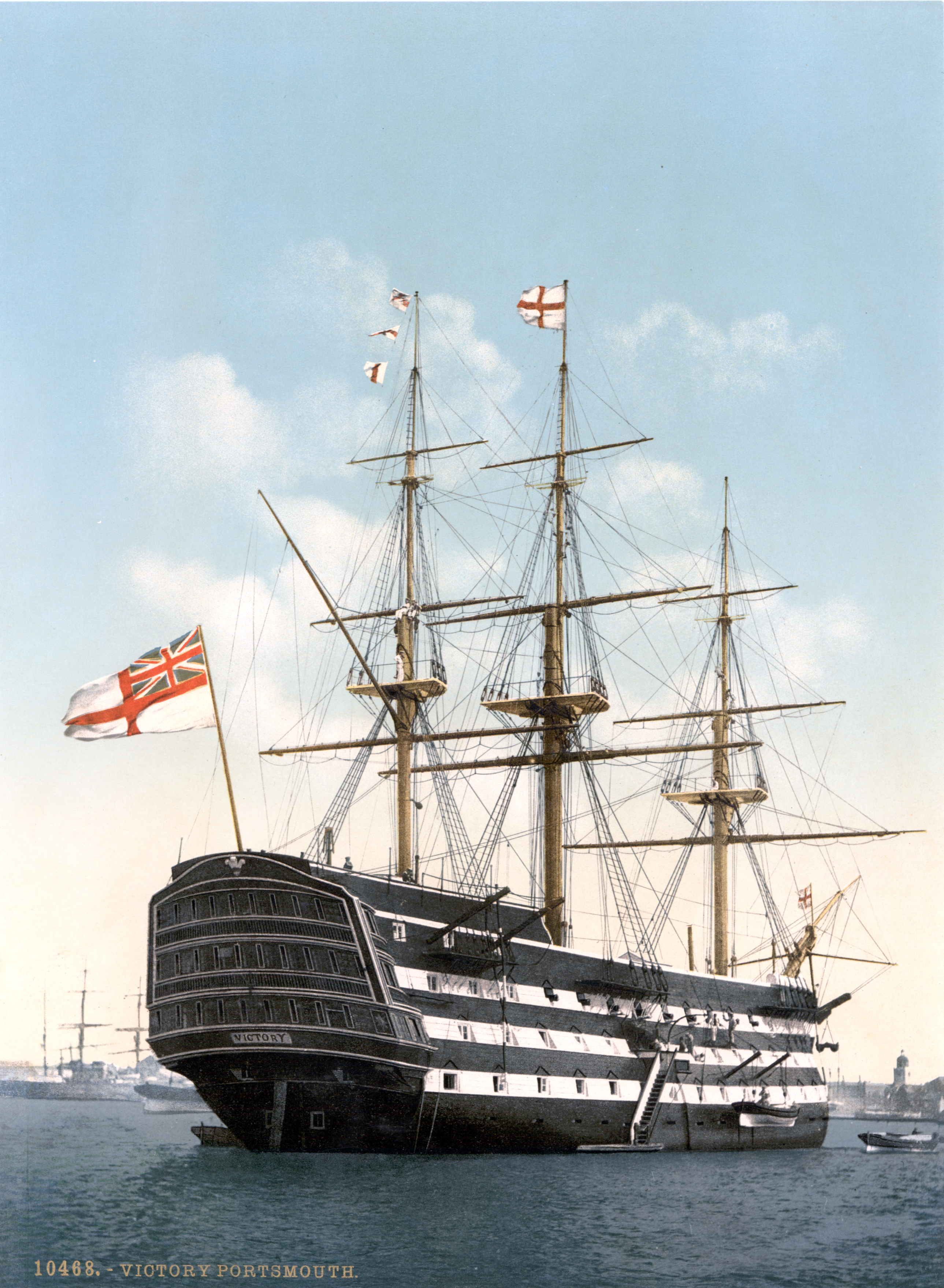
De HMS Victory, het vlaggenschip van Nelson

Hoewel de Franse marine na deze zeeslag de Britse eskaders niet meer durfde aanvallen was de Franse bedreiging op zee nog niet geweken. Om te verhinderen dat de marines van kleine Europese landen in Franse handen zouden vallen, vielen de Britten in 1807 Kopenhagen aan en voerden ze in 1808 nog soortgelijke acties uit. Napoleon gaf zijn plannen voor een invasie op en probeerde vervolgens de Britten te bedwingen met het Continentaal Stelsel, waarmee hij de Britse handel wilde boycotten. Te land bleef Napoleon nog oppermachtig. Enkele dagen vóór Trafalgar had Napoleon een beslissende overwinning op de Oostenrijkers behaald in de Slag bij Ulm en in december van dat jaar behaalde hij zijn grootste overwinning in de Slag bij Austerlitz tegen de Russen en de Oostenrijkers samen, waarmee hij de Derde Coalitieoorlog in zijn voordeel beslechtte. Het duurde nog tien jaar voordat Napoleon definitief verslagen was.
Over het precieze belang van de Slag bij Trafalgar heeft onder historici altijd veel onenigheid bestaan. Traditioneel werd hij gezien als een beslissende overwinning die de Britse heerschappij over de zeeën vestigde tot in de Tweede Wereldoorlog en daarmee de grondslag legde voor het grootsheid van het Britse imperium. Op het eind van de twintigste eeuw was het echter gebruikelijk geworden het als toeval te zien dat bij Trafalgar voor het laatst tijdens het zeiltijdperk door de Britten een belangrijke zeeslag uitgevochten werd. Men wees er dan op dat Napoleon al besloten had zijn invasieplannen af te blazen en dat zelfs de volledige vernietiging van Nelsons vloot de krachtsverhoudingen niet fundamenteel ten gunste van Frankrijk had kunnen wijzigen. Tegenwoordig wordt meer de klemtoon gelegd op minder voor de hand liggende effecten van de overwinning. Een ervan was dat Napoleon de nederlaag nooit heeft kunnen verkroppen en na 1805 tegen enorme kosten nog eens een tweehonderd grote oorlogsschepen liet bouwen waaronder een groter aantal driedekkers van de Océanklasse, zonder dat hij het Britse vlootbouwprogramma kon inhalen. Zijn preoccupatie met het Continentaal Stelsel zou hier ook mee samenhangen. Deze boycot bracht Frankrijk meer schade toe dan aan Groot-Brittannië en leidde tot groeiende spanningen met Rusland en uiteindelijk tot Napoleons fatale veldtocht naar Moskou. Een ander vroeger vaak verwaarloosd aspect bestaat uit de gevolgen voor Spanje. Dat land had in de 18de eeuw een moderne vloot opgebouwd, de basis voor het voortbestaan van het Spaanse koloniale rijk. De verzwakking van die vloot leidde tot opstandigheid in Midden- en Zuid-Amerika, instabiliteit in Spanje zelf waar weldra een slepende guerrilla de Franse krachten zou doen leegbloeden en uiteindelijk de ondergang van het Spaanse imperium.
In de 19de eeuw werd op 21 oktober Trafalgar day gevierd. Tegenwoordig bestaat deze feestdag niet meer.
Nelson werd de grootste marine- en oorlogsheld van Groot-Brittannië en een inspiratie voor de Royal Navy, maar zijn onorthodoxe tactieken werden zelden nagevolgd door latere generaties.

## Trafalgar Square

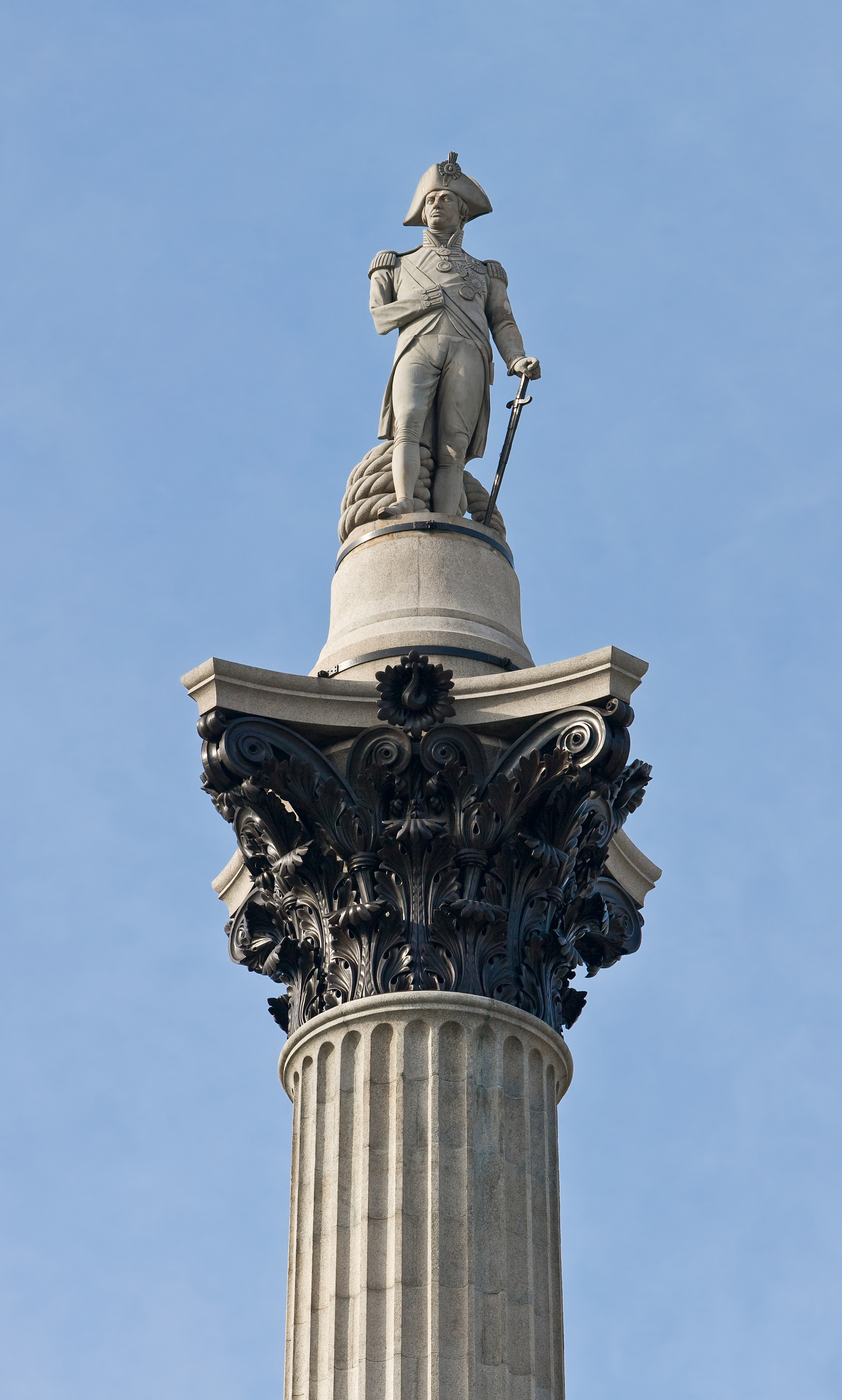
De zuil met het standbeeld op Trafalgar Square te Londen

Het bekende Trafalgar Square in Londen is vernoemd naar deze zeeslag. Op het plein staat Nelson's Column, ter nagedachtenis aan Horatio Nelson. Het is een 50 meter hoge zuil met een standbeeld van Nelson erop.

## Culturele verwijzingen
- In de Franse taal leeft de slag bij Trafalgar voort in de uitdrukking 'un coup de Trafalgar' voor een onverwachte, rampzalige gebeurtenis.
- In Sharpe's Trafalgar, geschreven door Bernard Cornwell, bevindt Sharpe zich bij de Slag bij Trafalgar aan boord van de fictieve HMS Pucelle
- Le Chevalier de Sainte-Hermine, geschreven door Alexandre Dumas père, is een avonturenverhaal waarin de hoofdpersoon degene is die Nelson neergeschoten zou hebben.
- In de Horatio Hornblower serie, door C.S. Forester, levert Hornblower valse bevelen aan Villeneuve, die vervolgens zijn vloot uit Cádiz haalt en de vernietiging die plaatsvindt bij Trafalgar in gaat. Hornblower krijgt vervolgens de leiding over de begrafenis van Admiraal Nelson in Engeland.
- In Star Trek: The Next Generation aflevering The best of both worlds, bespreekt kapitein Jean-Luc Picard met zijn vertrouwelinge Guinan de traditie om voor een gevecht een ronde te maken over het schip en hij verwijst daarbij naar Horatio Nelson en de Slag bij Trafalgar. Guinan wijst er vervolgens op, dat Nelson werd gedood in de strijd, maar Picard brengt hier tegenin, dat de Britten de strijd alsnog wonnen.
- In de film Star Trek: Generations, vertelt kapitein Jean-Luc Picard dat een van zijn voorvaderen meevocht bij de Slag bij Trafalgar. Het wordt echter nooit duidelijk gemaakt voor welke kant, maar Picard komt oorspronkelijk uit Frankrijk.
- In de roman van James Clavell; Tai-Pan, het Schotse stamhoofd van Hong Kong, reflecteert Dirk Struan, op zijn ervaringen als een vijf jaar oude powder monkey (jongen die aan boord van een oorlogsschip zakken buskruit, uit het kruitmagazijn in het ruim van het schip, naar de kanonniers droeg) aan boord van de HMS Royal Sovereign bij de Slag bij Trafalgar
- In de laatste aflevering (Duel and Duality) van Blackadder the Third, bespreekt Blackadder, verkleed als prins-regent George, de komende veldslagen met Horatio Nelson en adviseert hem om de Franse vloot bij de Kaap Trafalgar te onderscheppen.

- Biblioteca Nacional de España: XX529420
- Bibliothèque nationale de France: cb12201185h (data)
- Gemeinsame Normdatei: 4185828-1
- Library of Congress Control Number: sh85136756
- Bibliotheek van het Japanse parlement: 00575385
- Nationale Bibliotheek van Tsjechië: ph371815
- Nationale Bibliotheek van Israël: 987007543715605171